# Colobandra
Colobandra  é um gênero botânico da família Lamiaceae

## Espécies
- Colobandra canescens
- Colobandra lanata
- Colobandra mollis
- Colobandra platyphylla
- Colobandra robusta
- Colobandra subvillosa